# دارين داير
دارين داير (بالإنجليزية: Darren Dyer) مواليد 31 يوليو 1966 في لندن، هو ملاكم محترف بريطاني معتزل كان يصنف ضمن فئة وزن الوسط.

## إحصائيات
خاض خلال مسيرته 25 نزالا، فاز في 19 ولم يتعادل وخسر في 6. فاز بالضربة القاضية في 17 نزالا.

## روابط خارجية
- دارين داير على موقع بوكس ريك (الإنجليزية) (registration required)
- دارين داير على موقع اتحاد ألعاب الكومنولث (مؤرشف) (الإنجليزية)